# Fabbrica Curone
Fabbrica Curone (tiếng Piedmonte: Frògna) là một đô thị ở tỉnh Alessandria trong vùng Piedmont, ở khoảng 120 km về phía đông nam của Torino và khoảng 45 km về phía đông nam của Alessandria.
Fabbrica Curone giáp các đô thị: Albera Ligure, Cabella Ligure, Gremiasco, Montacuto, Santa Margherita di Staffora, Varzi, và Zerba.